# 布里亞特共和國國旗
布里亞特共和國國旗是俄羅斯聯邦布里亞特共和國的旗幟。旗幟的長寬比是1:2。自上而下是藍、白、黃三條色帶，其中藍色占面積的一半，白、黃各占四分之一。靠近旗杆四分之一處有一個黃色的索永布。